# 俄罗斯反兴奋剂机构
俄罗斯反兴奋剂机构（俄语：/）是俄罗斯的国家反兴奋剂组织，成立于2008年1月，该组织專門负责調查俄罗斯奥运会運動員和残奥会运动員是否使用兴奋剂。該機構曾隶属于世界反兴奋剂组织，但2015年11月，世界反兴奋剂机构經調查後認為俄罗斯反兴奋剂机构在俄罗斯体育部的影响下，该机构會提前向該國的运动员发出興奮劑檢測通知，并经常接受贿赂以掩盖該國運動員使用兴奋剂的事实。因此從當年起俄罗斯反兴奋剂机构被暂停世界反兴奋剂组织會員資格。

## 另見
- 俄羅斯體育禁藥問題